# Centrino

Logo della prima piattaforma Intel Centrino

Centrino (Intel Centrino Mobile Technology) è una tecnologia sviluppata da Intel (dalla fusione delle parole "centre" e "neutrino") specificamente pensata per l'utilizzo nell'ambito dei computer portatili e introdotta, nella sua prima versione, il 12 marzo 2003.
Nel tempo, il marchio Centrino ha acquisito sempre maggiore importanza, soprattutto grazie alle ottime prestazioni e ai grandi investimenti in campo marketing operati dal produttore, fino a diventare quasi simbolo dell'hardware pensato per i dispositivi mobile, sebbene esistano in commercio anche soluzioni basate su prodotti non Intel.

## Intel Centrino
| Wireless LAN            | Chipset    | Centrino    | Processor                              | Codename     | Release Date | Manufacturing Technology | Microarchitecture  |
| Intel Wireless Products | 800 Series | Carmel      | Intel Pentium M                        | Banias       | 2003         | 130 nm                   | Intel P6           |
| Intel Wireless Products | 800 Series | Carmel      | Intel Pentium M                        | Dothan       | 2004         | 90 nm                    | Intel P6           |
| Intel Wireless Products | 900 Series | Sonoma      | Intel Pentium M                        | Dothan       | 2005         | 90 nm                    | Intel P6           |
| Intel Wireless Products | 900 Series | Napa        | Intel Core Duo/Solo                    | Yonah        | 2006         | 65 nm                    | Intel P6           |
| Intel Wireless Products | 900 Series | Napa        | Intel Core 2 Duo/Solo                  | Merom        | 2006         | 65 nm                    | Intel Core         |
| Intel Wireless Products | 900 Series | Santa Rosa  | Intel Core 2 Duo                       | Merom        | 2007         | 65 nm                    | Intel Core         |
| Intel Wireless Products | 900 Series | Santa Rosa  | Intel Core 2 Duo                       | Penryn       | 2008         | 45 nm                    | Intel Core         |
| Intel Wireless Products | 4 Series   | Montevina   | Intel Core 2 Duo                       | Penryn       | 2008         | 45 nm                    | Intel Core         |
| Intel Wireless Products | 5 Series   | Calpella    | Intel Core i7/i7 Extreme Edition       | Clarksfield  | 2009         | 45 nm                    | Intel Nehalem      |
| Intel Wireless Products | 5 Series   | Calpella    | Intel Core i3/i5/i7                    | Arrandale    | 2010         | 32 nm                    | Intel Nehalem      |
| Intel Wireless Products | 6 Series   | Huron River | Intel Core i3/i5/i7/i7 Extreme Edition | Sandy Bridge | 2011         | 32 nm                    | Intel Sandy Bridge |
| Intel Wireless Products | 7 Series   | Chief River | Intel Core i3/i5/i7/i7 Extreme Edition | Ivy Bridge   | 2012         | 22 nm                    | Intel Sandy Bridge |
| Intel Wireless Products | 8 Series   | Shark Bay   | Intel Core i3/i5/i7                    | Haswell      | 2013         | 22 nm                    | Intel Haswell      |
| Intel Wireless Products | 9 Series   | Rockwell    | Intel Core i3/i5/i7                    | Broadwell    | 2014         | 14 nm                    | Intel Haswell      |
| Intel Wireless Products | 10 Series  | ?           | Intel Core i3/i5/i7                    | Skylake      | agosto 2015  | 14 nm                    | Intel Skylake      |

## Componenti della piattaforma
Intel ha più volte ribadito che il marchio Centrino si riferisce ad un'intera piattaforma pensata per l'impiego in ambito mobile, non al nome del processore utilizzato in tali soluzioni. Si tratta di una confusione (o meglio di un errore) spesso alimentato anche dagli stessi produttori, che sfruttando la relativa "ignoranza" della gran parte del parco clienti, tendono a promuovere i propri prodotti come basati su un fantomatico "processore Intel Centrino", dato che tale target di mercato coglie più facilmente il messaggio pubblicitario se esso si riferisce al solo processore, invece che all'intera piattaforma.
La piattaforma Centrino, così come è stata concepita da Intel, è composta invece dall'abbinamento di 3 componenti chiave (di seguito viene fatto riferimento soprattutto ai componenti della prima generazione della piattaforma, ma i concetti generali sono rimasti inalterati nel tempo):
- CPU:

Processore della famiglia Pentium M, studiato per lavorare a frequenze operative più basse di quelle utilizzate nel mondo desktop, senza per questo scendere a troppi compromessi prestazionali. Il vantaggio di tale scelta consiste nel garantire un minore consumo della CPU, a tutto vantaggio dell'autonomia di esercizio. Tale autonomia di esercizio inoltre risulta ulteriormente incrementata grazie all'utilizzo di particolari versioni dello stesso processore, Low Voltage (LV) e Ultra Low Voltage (ULV), contraddistinte da un consumo energetico ancora più ridotto (con qualche rinuncia in termini prestazionali, ovviamente).
- Chipset:

Oltre a garantire il supporto alle varie tecnologie di connettività, offre la gestione dinamica dell'alimentazione, sempre a vantaggio dell'autonomia delle batterie.
- Scheda wireless:

Anche in questo caso la soluzione adottata da Intel è stata messa a punto per garantire una gestione oculata del consumo energetico.
Tali componenti sono tutti espressamente progettati per l'impiego in ambito mobile e quindi avere come principale obiettivo il giusto bilanciamento tra prestazioni e consumi.
Intel ha deciso che solo se un sistema integra tutti e 3 i componenti suggeriti dalla casa madre, esso può fregiarsi del "logo Centrino", mentre se un produttore decide di utilizzare solo la CPU suggerita ma una diversa scheda di rete wireless, esso potrà solo portare il logo relativo alla CPU impiegata e non quello dell'intera piattaforma.
È chiaro che l'intenzione di Intel era quella di non prediligere alcun componente ma poter quindi trarre profitti dalla vendita di tutti e 3 contemporaneamente, e di fatto tale intento è riuscito, sia per l'efficienza del progetto generale, che spesso non aveva niente da invidiare ad altre soluzioni alternative che sfruttavano solo uno dei 3 componenti, sia anche alla convinzione (peraltro errata) di molti consumatori che avevano ricevuto l'impressione che Centrino fosse l'unico mezzo per avere la possibilità di connettersi a reti wireless con un portatile. Inoltre, proprio la confusione dei consumatori che ritengono che Centrino sia il nome del processore e non della piattaforma, ha di fatto avvantaggiato Intel nella vendita dei 3 componenti, data la generale diffidenza della clientela verso le soluzioni basate sul processore Pentium M (il processore alla base proprio della prima generazione di Centrino) ma che per i motivi sopra citati non potevano esporre il "logo Centrino".
Dal 2003, anno dell'introduzione della nuova piattaforma, si sono succedute diverse generazioni di Centrino, ognuna indicata con un diverso nome in codice e basate su diverse generazioni dei 3 componenti sopra citati. Più avanti verranno illustrati dettagliatamente i componenti che hanno formato le varie generazioni e le evoluzioni dello stesso marchio Centrino.

## Una piattaforma rivoluzionaria
Il progetto Centrino rappresenta una pietra miliare nella storia di Intel, ed è stato proprio sulla scia del successo ottenuto grazie a questa piattaforma che successivamente il produttore ha deciso di svilupparne altre per altri settori di mercato (tra i quali si possono citare vPro e VIIV).
Prima dell'introduzione, nel febbraio 2003, di tale piattaforma, i sistemi "mobile" si basavano su processori pensati per altri contesti (tipicamente derivati dal settore desktop) e modificati opportunatamente inserendo il supporto a tecnologie di risparmio energetico come la Intel SpeedStep che consente di regolare dinamicamente il clock del processore a seconda del carico richiesto dal software in esecuzione.
Intel ha capito al momento giusto che era arrivato il momento di sviluppare tutta una serie di componenti espressamente ottimizzati per lavorare in maniera sinergica e tenendo in considerazione in primo luogo il contenimento dei consumi, da qui la scelta di sviluppare la prima generazione della piattaforma Centrino, per la quale sono stati investiti ben 300 milioni di dollari in campagne di marketing (solo per la prima generazione).

## Varie generazioni di Centrino
Come detto sopra, nel tempo si sono succedute diverse generazioni di piattaforme Centrino. Di fatto, solo le prime 2 si chiamano effettivamente Centrino; a partire dalla terza generazione, il nome si è evoluto per evidenziare maggiormente le nuove caratteristiche del nuovo processore sul quale era basata, e nel corso del 2008 la quinta generazione ha cambiato nuovamente nome commerciale, sempre con l'intento di far percepire ai consumatori, nella maniera più efficace possibile, l'innovazione tecnologica.

### Carmel
La prima generazione della piattaforma Centrino era conosciuta anche con il nome in codice Carmel. Di seguito i 3 componenti chiave della piattaforma:
- Processore - Pentium M Banias

Si trattava della prima generazione del nuovo processore Pentium M, ovvero il primo progetto Intel studiato per lavorare a frequenze operative più basse di quelle utilizzate nei prodotti destinati al settore desktop di allora. Era costruito a 130 nm con bus a 400 MHz, cache L2 di 1 MB e aveva un clock pari a poco più della metà di quello di un contemporaneo Pentium 4 Northwood ma competeva con esso nelle prestazioni, pur mantenendo i consumi a livelli molto più bassi.
- Chipset - i855

Si trattava di un'evoluzione del chipset per il settore desktop i845, con delle precise modifiche mirate ad ottimizzarne il consumo massimo e poter quindi essere impiegato con successo in sistemi in cui il risparmio energetico risultava importante. Offriva il supporto fino a 2 GB di RAM di tipo DDR a 266 MHz, porte USB 2.0 e gestione dinamica dell'alimentazione, sempre a vantaggio dell'autonomia delle batterie.
- Scheda wireless - Intel PRO/Wireless 2100

Consentiva la connessione a reti Wi-Fi con standard 802.11 a/b senza installare moduli di terze parti. In alcuni casi era disponibile anche la variante PRO/Wireless 2200 per gestire i protocolli 802.11 b/g.

### Sonoma
Un anno dopo la presentazione della prima generazione, a metà 2004 Intel presentò un'evoluzione del Pentium M, conosciuta come Dothan. Trattandosi di un aggiornamento della sola CPU la piattaforma di riferimento è rimasta ancora la Carmel, sebbene basata sul nuovo processore, e quindi rinominata formalmente "Carmel Refresh". Si tratta in effetti di un approccio che Intel ha poi utilizzato anche nel seguito per successive generazioni di Centrino.
Il 19 gennaio 2005 arrivò l'atteso aggiornamento dell'intera piattaforma che prese il nome di Sonoma. Di seguito i 3 componenti chiave della piattaforma:
- Processore - Pentium M Dothan

Il nome commerciale rimaneva quello di Pentium M, ma il nuovo core Dothan era costruito a 90 nm ed era dotato di 2 MB di cache L2 (il doppio di Banias). Il nuovo processo produttivo aveva consentito, oltre all'aumento della cache, anche la riduzione del consumo del processore e quindi la possibilità di aumentare ulteriormente il clock e il BUS che se nelle versioni integrate nella piattaforma "Carmel Refresh" era rimasto a 400 MHz, nella nuova piattaforma era salito a 533 MHz. Inoltre erano state apportate anche una serie di migliorie all'architettura genereale del chip.
- Chipset - Alviso (commercializzato come i915PM/GM/GML ovvero una variante dell'i915)

Oltre al supporto al nuovo BUS a 533 MHz, consentiva l'impiego delle nuove memorie DDR2 (dai consumi più bassi rispetto alle precedenti, grazie al voltaggio sceso a 1,8 V contro i 2,5 delle DDR classiche). Veniva integrato anche il supporto allo standard di interconnessione PCI Express e all'audio ad alta definizione Intel High Definition Audio (conosciuto con il nome in codice di Azalia). Infine gli hard disk potevano sfruttare il nuovo protocollo di connessione SATA.
- Scheda wireless - Calexico 2 (commercializzata come PRO/Wireless 2200BG o PRO/Wireless 2915 ABG)

In un unico modulo garantiva finalmente la connettività a tutti gli standard 802.11 disponibili fino a quel momento, in particolare a/b/g.

## Le piattaforme successive
Il nome "Centrino" vero e proprio è stato utilizzato da Intel solo per le prime 2 generazioni della piattaforma.
Le generazioni successive, più precisamente la terza e la quinta, hanno portato anche ad una revisione del nome commerciale dell'intera piattaforma in modo che gli utenti potessero percepire più facilmente il salto generazionale delle tecnologie e venissero quindi spinte maggiormente all'aggiornamento dei propri sistemi.

### Centrino Duo

Evoulzione del logo Centrino.

Il 5 gennaio 2006, ovvero giusto un anno dopo la presentazione della piattaforma Sonoma, Intel ha presentato la terza generazione della piattaforma Centrino, che era basata sul processore noto con il nome in codice Yonah. Tale processore, che all'inizio doveva prendere il nome commerciale di "Pentium M serie 8xx", venne poi rinominato a novembre 2005 in Core Duo, in modo da evidenziare maggiormente la caratteristica dual core che contraddistingueva il nuovo progetto. Allo stesso scopo, anche il marchio Centrino si è evoluto, diventando Centrino Duo, ovvero il nome commerciale di quella piattaforma che per più di un anno era stata chiamata Napa, costituita dal processore Core Duo, insieme al chipset i945 Calistoga e al modulo wireless Intel Pro Wireless 3945 ABG Golan.
In realtà, con l'avvento della terza generazione, il marchio Centrino vero e proprio non è scomparso completamente ma è stato solo relegato a particolari applicazioni. Alcune versioni del processore Yonah infatti, erano prodotte come CPU single core, e commercializzate con il nome di Core Solo alla base ancora di piattaforme Centrino "semplici" (sebbene con un logo modificato rispetto a quello utilizzato fino alla precedente Sonoma).
A maggio 2007 è arrivata anche la quarta generazione, commercializzata ancora come Centrino Duo ma conosciuta con il nome in codice di Santa Rosa e basata sul processore Core 2 Duo Merom, il primo processore mobile ad essere basato sulla nuova architettura Intel Core Microarchitecture.

#### Centrino Pro
La piattaforma Santa Rosa è stata commercializzata non solo sotto il nome di Centrino Duo ma anche con il nuovo Centrino Pro (poi rinominata in Centrino vPro per uniformità con l'altra piattaforma simile del settore desktop) che è in sostanza una particolare versione di Centrino Duo con l'aggiunta di alcune tecnologie che possono essere utili in ambito business, tra le quali la IAMT per l'amministrazione remota del sistema e il supporto BIOS alla tecnologia di virtualizzazione Vanderpool; si tratta di 2 caratteristiche mutuate dalla piattaforma desktop vPro.

### Centrino 2
La quinta generazione della piattaforma Centrino è stata presentata nel secondo trimestre 2008 ed è conosciuta con il nome in codice di Montevina. Intel decise di aggiornare ancora una volta i nomi commerciali Centrino Duo e Centrino vPro, sempre allo scopo di evidenziare maggiormente i cambiamenti tecnologici. Il nuovo processore è stato l'evoluzione a 45 nm del Merom, Penryn, e tra le principali caratteristiche offerte dal nuovo chipset Cantiga, c'era il supporto alla memoria DDR3 e un comparto grafico decisamente più potente rispetto ai precedenti.

#### Centrino 2 vPro
Similmente a quanto fatto per il lancio della prima piattaforma Centrino Pro, anche la nuova Montevina portò con sé una revisione della piattaforma specificatamente orientata ai dispositivi di classe professionale, grazie all'utilizzo di particolari tecnologie di amministrazione. La nuova versione si chiamava Centrino 2 vPro.

### Il futuro
La piattaforma che andrà a sostituire Montevina non è ancora stata annunciata e non è dato sapere se si chiamerà ancora Centrino 2 o Centrino 3, ma da alcune dichiarazioni di Intel sembra che essa potrà essere quella conosciuta con il nome in codice di Calpella, basata sul successore del processore Penryn, ovvero la prima CPU mobile basata sulla futura architettura Nehalem.

## Variante per i sistemi UMPC: Centrino Atom
Nel corso del 2007 Intel ha più volte ribadito che ritiene il settore dei sistemi UMPC e MID molto promettente per il futuro e, dato il successo ottenuto con la piattaforma Centrino che ha contribuito in maniera molto rilevante alla sempre maggior diffusione dei sistemi portatili rispetto a quelli desktop, è apparso subito naturale che il produttore decidesse di promuovere sempre più strenuamente questo nuovo settore, considerato come un potenziale nuovo mercato.
A partire dalla terza generazione della piattaforma pensata per tali dispositivi, conosciuta come Menlow e basata sul nuovo processore Atom, Intel ha deciso di sfruttare la notorietà del marchio Centrino per promuovere adeguatamente il proprio progetto per i sistemi UMPC, rinominando la piattaforma Menlow in Centrino Atom.